# 羅斯蒙特 (新澤西州亨特登縣)
羅斯蒙特（英語：Rosemont）是位於美國新澤西州亨特登縣的非建制地區。

## 歷史
羅斯蒙特的郵局自1884年營運至今。

## 地理
羅斯蒙特所處的海拔為高於海平面96米（即315英呎），而該地所採用的時區為UTC-5，即北美东部时区（EST）。同時該地設有夏令時間，為UTC-5調快一小時，即UTC-4（EDT）。